# Phlomis aurea
Phlomis aurea är en kransblommig växtart som beskrevs av Joseph Decaisne. Phlomis aurea ingår i släktet lejonsvansar, och familjen kransblommiga växter. Inga underarter finns listade i Catalogue of Life.